# نیکولو بروشی
نیکولو بروشی (انگلیسی: Nicolò Bruschi؛ زادهٔ ۱۲ اوت ۱۹۹۸) بازیکن فوتبال اهل ایتالیا است.